# Merionoeda splendida
Merionoeda splendida là một loài bọ cánh cứng trong họ Cerambycidae.